# Maciej Czerwiński
Maciej Czerwiński (ur. 22 marca 1976 w Krakowie) – polski filolog slawista, tłumacz, krytyk literacki, profesor nauk humanistycznych, pracownik Uniwersytetu Jagiellońskiego. Zajmuje się semiotyką i semiotyką kultury, analizą dyskursu, związkami kulturowymi polsko-chorwackimi oraz językami i literaturami byłej Jugosławii.

## Życiorys
Studia w dziedzinie filologii słowiańskiej ukończył w 2000 r. na Uniwersytecie Jagiellońskim. Doktoryzował się w 2004 r., a habilitację uzyskał w 2013 r. 1 września 2020 objął stanowisko dyrektora Instytutu Filologii Słowiańskiej UJ. Tytuł naukowy profesora otrzymał w 2022 roku (dyscypliny: językoznawstwo i literaturoznawstwo).
Jest autorem ponad 100 publikacji naukowych, w tym 7 monografii. Przygotował do druku reprint albumu pt. Kraków Zagrzebiowi, w którym ukazały się teksty ważnych polskich literatów i publicystów (m.in. Adam Mickiewicz, Józef Ignacy Kraszewski, Adam Asnyk, Władysław Anczyc, Józef Szujski, Karol Lanckoroński) oraz rysunki artystów (m.in. Jan Matejko, Jacek Malczewski, Wojciech Kossak). Był współautorem wystawy poświęconej Ivanowi Meštroviciowi w Krakowie (MCK, 2017). Współredagował tom poświęcony postaci biskupa Josipa Juraja Strossmayera.
Indywidualne projekty naukowe realizował w Stanach Zjednoczonych (Uniwersytet Yale) oraz w Niemczech (Uniwersytet Friedricha Schillera). 
Tłumaczył m.in. następujących pisarzy: August Šenoa, Umberto Eco, Antun Šoljan, Miljenko Jergović, Rade Jarak. 
Poza publikacjami naukowymi, pisał eseje, krytykę literacką i krótką prozę w następujących czasopismach: Tygodnik Powszechny, Herito, Odra, Lampa, Znak, Zeszyty Literackie, Dwutygodnik, Polityka.
Jego pradziadkiem stryjecznym był Wojciech Czerwiński, a dalszym krewnym inny filolog August Żaba. Jest zięciem Marii Rostworowskiej.  

## Nagrody
Jego książka Čvorovi prijepora: jezici i kodovi tradicije (Zagrzeb, 2020) uznana została za najlepszą publikację na temat literatury chorwackiej napisaną w 2020 roku przez zagranicznego filologa i otrzymała nagrodę Davidias przyznawaną przez Stowarzyszenie Literatów Chorwackich.     
Monografia Chorwacja. Dzieje, kultura, idee (Kraków, 2020) otrzymała nagrodę główną im. prof. Jerzego Skowronka oraz główną Nagrodę im. Henryka Wereszyckiego i Wacława Felczaka.      
W 2024 roku otrzymał nagrodę Jaroslav Šidak przyznawaną podczas Festiwalu Kliofest w Zagrzebiu za propagowanie wiedzy o chorwackiej przeszłości.       

## Wybrana twórczość[14]
- Język, ideologia, naród. Polityka językowa w Chorwacji a język mediów (Kraków, 2005)[15].
- Semioza gatunku – semioza stylu. Studium nad chorwacką i serbską syntezą dziejów narodu (Kraków, 2011)
- Semiotyka dyskursu historycznego. Chorwackie i serbskie syntezy dziejów narodu (Kraków, 2012; przekład chorwacki 2018).
- Kultura, dyskurs, znak (Kraków, 2015)
- Drugi svjetski rat u hrvatskoj i srpskoj prozi (Zagrzeb, 2018)
- Čvorovi prijepora: jezici i kodovi tradicije (Zagrzeb, 2020)
- Chorwacja. Dzieje, kultura, idee (Kraków, 2020; przekład chorwacki 2023)